# Trichomanes polypodioides
Trichomanes polypodioides är en hinnbräkenväxtart som beskrevs av Carl von Linné.
Trichomanes polypodioides ingår i släktet Trichomanes och familjen Hymenophyllaceae. Inga underarter finns listade i Catalogue of Life.